# Турнир претендентов по международным шашкам 1954
Турнир претендентов 1954 года («Challenge Mondial 1954») — шашечный турнир, проведённый под эгидой ФМЖД, по результатам которого был определён соперник чемпиона мира по международным шашкам Пита Роозенбурга в назначенном на этот же год матче. Турнир был проведён с 13 по 24 февраля 1954 года в пяти городах Южной Голландии (Лейден, Дортрехт, Роттердам, Гаага и Налдвейк) в два круга с участием пятерых шашистов — чемпионов национальных первенств Нидерландов, Бельгии, Франции, Италии и Швейцарии. С большим преимуществом победил в турнире и получил право на матч за звание чемпиона мира представитель Нидерландов Вим Гюйсман.

## Итоги турнира
| Место | Спортсмен        | Страна     | 1   | 2   | 3   | 4   | 5   | Игры | Выигр. | Ничьи | Пораж. | Очки |
| ----- | ---------------- | ---------- | --- | --- | --- | --- | --- | ---- | ------ | ----- | ------ | ---- |
| 1     | Вим Гюйсман      | Нидерланды |     | 2 2 | 2 2 | 1 2 | 2 2 | 8    | 7      | 1     | 0      | 15   |
| 2     | Андре Гиньяр     | Швейцария  | 0 0 |     | 0 2 | 2 2 | 1 2 | 8    | 4      | 1     | 3      | 9    |
| 3     | Жозеф Демесмекер | Бельгия    | 0 0 | 2 0 |     | 1 1 | 1 2 | 8    | 2      | 3     | 3      | 7    |
| 4     | Абель Верс       | Франция    | 1 0 | 0 0 | 1 1 |     | 1 2 | 8    | 1      | 4     | 3      | 6    |
| 5     | Эдмондо Фанелли  | Италия     | 0 0 | 1 0 | 1 0 | 1 0 |     | 8    | 0      | 3     | 5      | 3    |